# カウディプテリクス
カウディプテリクス（Caudipteryx “尾に羽毛を持つもの”）は中生代白亜紀前期（約1億4,400万年前～約9,900万年前）に生息したオヴィラプトロサウルス類の羽毛恐竜である。
鳥類のような尾羽（尾に生えている羽）が特徴で、扇形に発達していた。そのため尾羽鳥とも呼ばれるが鳥類ではない。過去、飛ばなくなった鳥だとの説もあったが、歯や頬骨などの形態から否定されている。
また、カウディプテリクスの模式種名、カウディプテリクス・ゾウイ (Caudipteryx zoui)は、この種を報告した研究員李強の研究を全面的にバックアップした中国共産党の政治家鄒家華に因んで名付けられたとされる。

## 形態
体長約1m、2足歩行で尾羽の他にも前肢や身体に羽毛を生やしていた。これらの羽毛は綿毛状や羽軸と羽弁を持つものなど場所によって構造に違いがあるなど羽根の構造が発達しているが、腕のものでも形が対称形であったため、飛ぶことはできなかった。この腕には3本の鉤爪をもつ指があった。
吻は角質の嘴となっていたが、上顎に小さな歯を残していた。また、頬骨は幅広く、鳥に似た形態ではない。
現在、約8体の化石が中国で発見されている。

ヒトとの大きさ比較
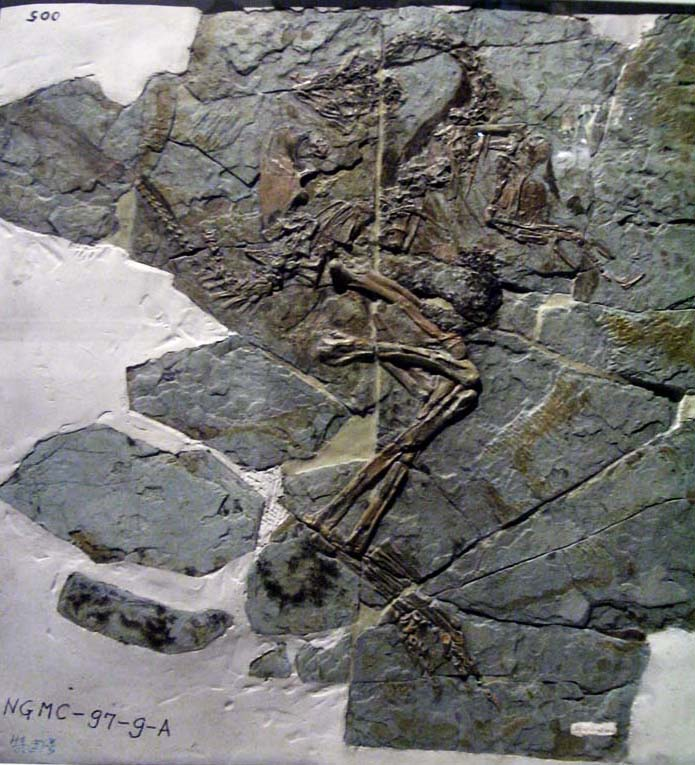
化石
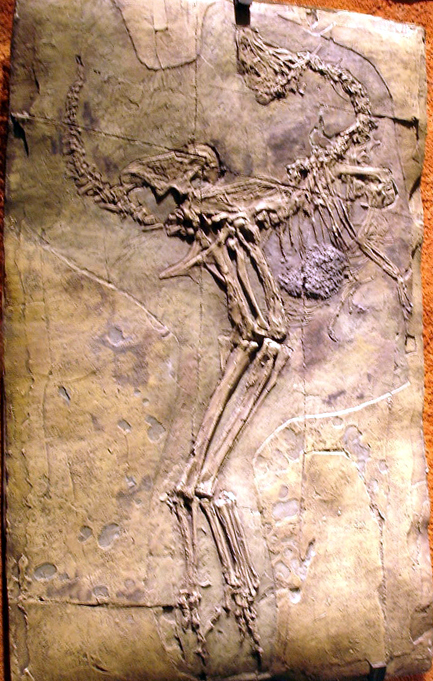
産状を示すキャスト模型。フィールド自然史博物館蔵。
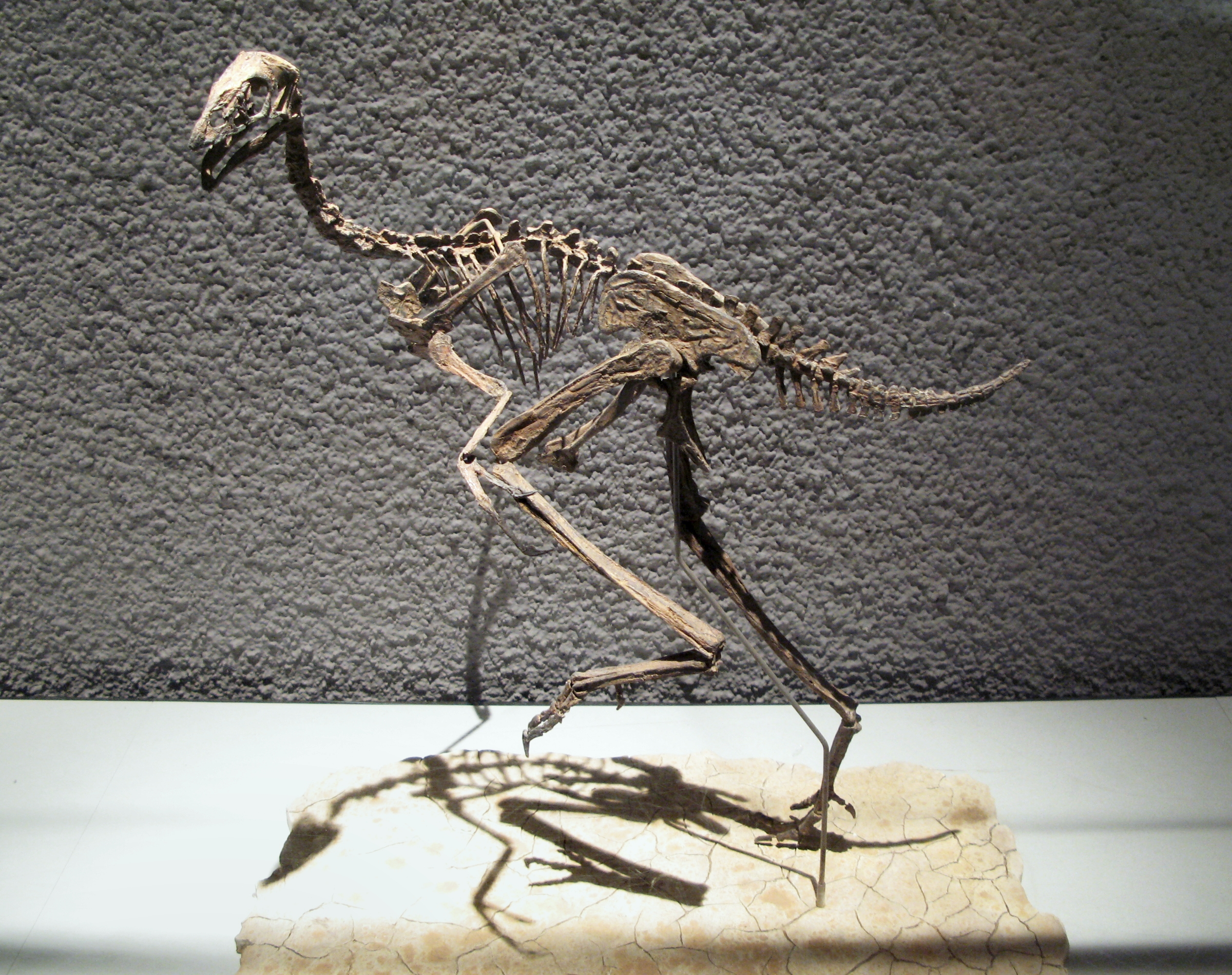
C. zoui 組立骨格。
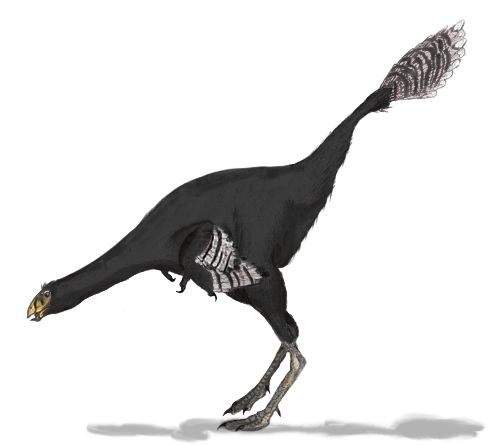
C. zoui 想像図。

## 分類体系
- 恐竜 Dinosauria
  - 竜盤類 Saurischia
    - 獣脚類 Theropoda
      - テタヌラ類 Tetanurae
        - コエルロサウルス類 Coelurosauria
          - マニラプトル形類 Maniraptoriformes
            - マニラプトル類 Maniraptora
              - テリジノサウルス類 Therizinosauria
                - オヴィラプトル類 Oviraptoroidea
                  - オヴィラプトル科 Oviraptoridae